# فرط التعرق الليلي
التعرق الليلي أو فَرْطُ التَّعَرُّق الليلي (بالإنجليزية: Night sweats)‏ هو فرط التعرق الذي يحدث أثناء نوم الشخص. من المُمكن أن يكون مُصاحب للتعرق أثناء فترة الاستقياظ أو لا.
تُعد التغييرات الهرمونية في فترة سن اليأس، التي تُصيب النساء من أكثر الأسباب التي تؤدي لحُدوث التَّعَرُّق الليلي عند النساء.

## حالات مُرتبطة
قَد تَكون عبارة عن علامة سريرية من الحالات المَرَضية المُختلفة:
- السرطانات
  - لمفوما[2][3]
  - ابيضاض الدم[2][3]
- عدوى
  - إيدز[2][4]
  - سل[2][3]
  - التهاب المُتَفَطِّرَةُ الطَّيْرِيَّةُ الجَوَّانِيَّة[2]
  - كثرة الوحيدات العدوائية[2]
  - عدوى فطرية (داء النوسجات وحمى الصحراء)[2]
  - خراج الرئة[2]
  - التهاب الشغاف العدوائي[2]
  - داء البروسيلات[5]
- أمراض الغدد الصماء
  - سن اليأس[6]
  - فشل المبيض المبكر[2]
  - فرط الدرقية[2]
  - السكري (نقص سكر الدم)[2]
  - أورام غدد الصماء (ورم القواتم وورم سرطاوي)[2]
  - استئصال الخصية[2]
- روماتزم
  - التهاب الشرايين تاكاياسو[2]
  - التهاب الشريان ذو الخلايا العملاقة[2]
- أُخرى
  - انقطاع النفس الانسدادي النومي[2]
  - ارتجاع معدي مريئي[2]
  - متلازمة التعب المزمن[2]
  - ألم عضلي ليفي
  - ورم حبيبي[2]
  - التهاب رئوي يوزيني مُزمن[2]
  - فَرْطُ التَّنَسُّجِ اللِّمْفِيّ[2]
  - مرض السكري الكاذب[2]
  - ذبحة برنزميتال[2]
  - قلق[2]
  - حمل[2]
- عقار (مادة كيميائية)
  - مضاد الحمى (حمض الساليسيليك وباراسيتامول)[2]
  - خافضات ضغط الدمs[2]
  - ثُنائِيُّ نِترُوفِينُول - أَثَرٌ جانِبِيّ مُشتَرك
  - فينوثيازينs[2]
  - اِنْسِحاب الدَاوء: إيثانول وبنزوديازيبين وهيروين (وأُخرى أفيونيات)
- بسبب البطانية[2]
- فَرط نَشاط الجهاز العَصبي الذاتي[2]